# آی‌ان‌آ
آی‌ان‌آ (به انگلیسی: INA) شرکت نفت و گاز کرواسی است، که در سال ۱۹۶۴ تأسیس شد و برای مدت کوتاهی تحت نام شرکت ملی نفت کرواسی فعالیت می‌کرد.
بزرگترین سهامدار شرکت آی‌ان‌آ شرکت نفتی مجارستانی مول گروپ می‌باشد، که ۴۷٫۱۶٪ از سهام آن را در اختیار دارد. دولت کرواسی نیز با دارا بودن ۴۴٫۸۴٪ از سهام آی‌ان‌آ، دومین سهامدار آن محسوب می‌شود و ۷٫۹٪ از سهام آن نیز در اختیار سرمایه‌گذاران خصوصی می‌باشد.
بخشی از سهام شرکت آی‌ان‌آ در بازارهای بورس زاگرب و بورس لندن معامله می‌شود.
شرکت آی‌ان‌آ در سال مالی ۲۰۱۰ درآمدی بالغ بر ۲۵ میلیارد کونا کسب نمود و از سال ۲۰۱۰ تاکنون به‌عنوان بزرگترین شرکت کرواسی شناخته می‌شود. این شرکت در سال ۲۰۱۱ معادل ۱۰٫۴ میلیارد کونا از طریق صادرات فراورده‌های نفتی بدست آورده است. آی‌ان‌آ هم‌اکنون بزرگترین صادرکننده کالا در این کشور به‌حساب می‌آید.